# Togo a 2014. évi téli olimpiai játékokon
Togo az oroszországi Szocsiban megrendezett 2014. évi téli olimpiai játékok egyik részt vevő nemzete volt. Az országot az olimpián 2 sportágban 2 sportoló képviselte, akik érmet nem szereztek. Togo először vesz részt a téli olimpiai játékokon.

## Alpesisí
Női
| Versenyző         | Versenyszám      | 1. futam      | 1. futam      | 2. futam | 2. futam | Összesítés | Összesítés |
| Versenyző         | Versenyszám      | Idő           | Hely.         | Idő      | Hely.    | Idő        | Helyezés   |
| ----------------- | ---------------- | ------------- | ------------- | -------- | -------- | ---------- | ---------- |
| Alessia Afi Dipol | Műlesiklás       | nem ért célba | nem ért célba | kiesett  | kiesett  | kiesett    | kiesett    |
| Alessia Afi Dipol | Óriás-műlesiklás | 1:31,66       | 60.           | 1:31,14  | 53.      | 3:02,80    | 55.        |

## Sífutás
Női
| Versenyző                | Versenyszám | Eredmény | Helyezés |
| ------------------------ | ----------- | -------- | -------- |
| Mathilde-Amivi Petitjean | 10 km       | 37:26,7  | 68.      |